# Esen khan
Esen khan, död 1455, var en ledare för den mongoliska folkgruppen Oiraterna. Esen khan regerade 1439 till 1455.
På 1430-talet enade Esen khan de mongoliska stammarna, vilket var första gången sedan mongolväldets fall. 1449 ledde Esen khan en invasion av Mingdynastins Kina och tillfångatog kejsar Zhengtong under Tumukrisen 1449. 1452 blev Esen khan (som förste ickeättling till Djingis khan) ledare och khan för Norra Yuandynastin. 1453 tog sig Esen själv titeln storkhan. Esen khan avled 1455.